# 霍普 (亞利桑那州)
霍普（英語：Hope）是位於美國亞利桑那州拉巴斯縣的一個非建制地區。該地的面積和人口皆未知。

## 地理
霍普的座標為33°43′23″N 113°42′09″W / 33.72306°N 113.70250°W，而該地的平均海拔高度為465米（即1526英尺）。